# Joan Cadevall i Diars
Joan Cadevall i Diars (Castellgalí, Barcelona, 1846 – Tarrasa, Barcelona, 1921) fue un botánico y geógrafo español.

## Biografía
Con una amplia formación científica, licenciado en ciencias exactas (1869), licenciado en Ciencias Naturales (1871) y doctorado en 1873, se dedicó a la enseñanza en Tarrasa siendo director del Reial Col·legi Terrassenc entre 1873 y 1901, año en el que el colegio pasó a manos de la orden religiosa de Calasanz. Cadevall y sus colaboradores pasaron a la Escuela Municipal de Artes y Oficios, que se había fundado en 1886 por iniciativa suya, y a la Escuela Elemental de Industrias que en 1904 estrenaría la sede de la Escuela Industrial de Tarrasa.
Cadevall se integró plenamente en la sociedad tarrasense, participando en la fundación de la asamblea local de la Cruz Roja (1893) de la que fue presidente fundador a finales del 1903; entre 1897 y 1900 fue presidente de la Cámara Oficial de Comercio e Industria de Tarrasa, también fue director del Centro Meteorológico de Tarrasa y miembro del Centro Excursionista de Tarrasa.
Ha pasado a la historia como botánico; en 1897 publica "La Flora del Vallès", leída ya el 23 de noviembre de 1893 en una sesión de la Academia de Ciencias y Artes de Barcelona. En 1900 publica "Apuntes de Botánica" dirigido a los estudiantes de bachillerato, en 1905 recibe la medalla de oro de la Sociedad Internacional de Geografía y Botánica y en 1907 publica "Botànica Popular", obra con intenciones divulgativas.
En 1908 se comenzó a publicar la "Geografía General de Cataluña", la primera geografía del país con criterios científicos, dirigida por Francesc Carreras i Candi y en la que Cadevall colaboró en la parte de botánica.
Su obra capital es "La Flora de Catalunya", obra importante en la historia de la botánica catalana. El primer volumen se publicó entre 1913 y 1915, el segundo entre 1915 y 1919, el tercero entre 1919 y 1931, el cuarto en 1932, el quinto en 1933 y el sexto y último el año 1937. En los volúmenes 4,5 y 6, publicados después de su muerte, intervino también el botánico Pius Font i Quer introduciendo algunas correcciones, adaptando el escrito original a las normas de Pompeu Fabra y los nombres científicos a las normas del Congreso Internacional de Botánica de Viena.
Como geógrafo destaca por su Geografia física, descriptiva i històrica del Vallès que constituyó la primera monografía comarcal de Cataluña.

## Honores

### Eponimia
Especies
- (Apiaceae) Elaeoselinum cadevalli Sennen & Mauricio[1]

- (Brassicaceae) Hormathophylla cadevalliana (Pau) T.R.Dudley[2]
- La abreviatura «Cadevall» se emplea para indicar a Joan Cadevall i Diars como autoridad en la descripción y clasificación científica de los vegetales.[3]